# Parerythropodium
Parerythropodium is een geslacht van neteldieren uit de klasse van de Anthozoa (bloemdieren).

## Soorten
- Parerythropodium hibernicum Renouf, 1931
- Parerythropodium maristenebrosi Stiasny, 1937